# Bakranjuša
Bakranjuša je umjetno akumulacijsko jezero u Istri. Nalazi se u blizini naselja Jadreški u sastavu općine Ližnjan. Ima površinu 117 109 m2, zapremina je 650 000 m3 vode.